# Lampung (Provinz)
Lampung ist eine indonesische Provinz an der Südspitze der Insel Sumatra. Die Sundastraße trennt sie von der Insel Java.

## Geographie
Die Hauptstadt der Provinz ist Bandar Lampung mit mehr als 1 Mio. Einwohnern. Sie ist aus den zwei Städten Tanjungkarang und Telukbetung zusammengewachsen.
Große Flüsse sind Tulang Bawang, Seputh, Sekampung, Semangka, Way Jepara und Way Masuji. Hohe Berge heißen Tanggamus, Rajabasa, Seminung, Pesagi, und Ratai.

## Geschichte
Megalithskulpturen belegen die Besiedlung der Region seit der Jungsteinzeit. Durch die Lage an der Sundastraße spielt der Handel seit jeher eine wichtige Rolle, im frühen Mittelalter gehörte es zum Reich Srivijaya, danach zu einem malaiischen Königreich. Ab dem 16. Jahrhundert breitete sich der Islam aus und das Sultanat Banten beherrschte das Gebiet. Ende des 17. Jahrhunderts errichteten die Niederländer erste Stützpunkte und konnten bis zum 19. Jahrhundert ganz Lampung unter ihre Kontrolle bekommen. Zur Provinz gehört die Insel Krakatau, die durch den Vulkanausbruch von 1883 berühmt wurde.
1949 wurde Lampung Teil Indonesiens. 1988 verübten in der Gemeinde Talangsari bei Bandar Lampung Regierungstruppen mit Napalm-Bomben und Helikoptern ein Massaker an mindestens 100 Angehörigen einer islamistischen Kommune, einer Splittergruppe der Darul-Islam-Bewegung, nachdem die Mitglieder der Gemeinschaft auf die Verhaftung mehrerer Mitglieder mit der Tötung eines Offiziers reagierten. Mehrere Mitglieder der Gruppe wurden gefoltert.

## Verwaltungsgliederung
Die Provinz gliedert sich seit 2012 in 13 Regierungsbezirke (indonesisch Kabupaten) sowie zwei autonome Städte (indonesisch Kota). Diese gliedern sich in 143 Distrikte oder Unterbezirke (indonesisch Kecamatan), diese wiederum in 2.677 Dörfer, von denen 228 städtischen Typs (indonesisch Kelurahan) und 2.449 ländlich waren (indonesisch Desa) – Datenstand zur Volkszählung 2020. Ende 2023 hatte sich die Anzahl der Dörfer um 26 verringert (205/2.446).
| Kode 1 | Wappen           | Kabupaten (Kab.)/Kota Regierungsbezirk/Stadt | Ibu Kota Regierungssitz | Lage | Kec. Subdistrikt | Kel. 2/ Desa 3 Dörfer | 0Fläche0 [km²] | Bevöl- kerung (2010) 4 | Bevöl- kerung (2020) 5 | Dichte Einw./km² (2020) |
| ------ | ---------------- | -------------------------------------------- | ----------------------- | ---- | ---------------- | --------------------- | -------------- | ---------------------- | ---------------------- | ----------------------- |
| 18.01  |                  | Kab. Lampung Selatan                         | Kalianda                |      | 17               | 4 / 256               | 2.219,46       | 912.490                | 1.064.301              | 479,5                   |
| 18.02  |                  | Kab. Lampung Tengah                          | Gunung Sug              |      | 28               | 10 / 304              | 4.544,00       | 1.170.717              | 1.460.045              | 321,3                   |
| 18.03  |                  | Kab. Lampung Utara                           | Kotabumi                |      | 23               | 15 / 232              | 2.529,54       | 584.277                | 633.099                | 250,3                   |
| 18.04  |                  | Kab. Lampung Barat                           | Liwa                    |      | 15               | 5 / 131               | 2.118,76       | 419.037                | 302.139                | 142,6                   |
| 18.05  |                  | Kab. Tulang Bawang                           | Menggala                | pus  | 15               | 4 / 147               | 3.091,08       | 397.906                | 430.021                | 139,1                   |
| 18.06  |                  | Kab. Tanggamus                               | Kota Agung              |      | 20               | 3 / 299               | 2.900,29       | 536.613                | 640.275                | 220,8                   |
| 18.07  |                  | Kab. Lampung Timur                           | Sukadana                |      | 24               | - / 264               | 3.864,69       | 951.639                | 1.110.340              | 287,3                   |
| 18.08  |                  | Kab. Way Kanan                               | Blambangan Umpu00       |      | 14               | 6 / 221               | 3.657,49       | 406.123                | 473.575                | 129,5                   |
| 18.09  |                  | Kab. Pesawaran                               | Gedong Tata             |      | 11               | - / 148               | 1.278,21       | 398.848                | 477.468                | 373,5                   |
| 18.10  |                  | Kab. Pringsewu                               | Pringsewu               |      | 9                | 5 / 126               | 614,48         | 365.369                | 405.466                | 659,9                   |
| 18.11  | pus              | Kab. Mesuji                                  | Mesuji                  |      | 7                | - / 105               | 2.205,27       | 187.407                | 227.518                | 103,2                   |
| 18.12  |                  | Kab. Tulang Bawang Barat00                   | Panaragan               |      | 9                | 3 / 100               | 1.285,74       | 250.707                | 286.162                | 222,6                   |
| 18.13  |                  | Kab. Pesisir Barat                           | Krui                    |      | 11               | 2 / 116               | 2.988,07       | -                      | 162.697                | 54,4                    |
| 18.71  |                  | Kota Bandar Lampung                          | Bandar Lampung          |      | 20               | 126 / -               | 183,31         | 881.801                | 1.166.066              | 6.361,2                 |
| 18.72  |                  | Kota Metro                                   | Metro                   |      | 5                | 22 / -                | 73,15          | 145.471                | 168.676                | 2.305,9                 |
| 18     | Provinsi Lampung | Provinsi Lampung                             | Lampung                 |      | 228              | 205 / 2 449           | 33.553,55      | 7.608.405              | 9.007.848              | 268,5                   |

## Wirtschaft
Aufgrund der leichten Erreichbarkeit von Java aus spielt der Fremdenverkehr eine wichtige Rolle, bekannt ist vor allem der Kambas-Naturpark. Wichtigster Wirtschaftszweig ist die Landwirtschaft, unter anderem werden Kaffee, Kokosnüsse, Pfeffer und Reis angebaut. Die Provinz ist eine der ärmsten Indonesiens, 40 % der Bevölkerung lebt in Armut.
Die Einwohner sind neben den ursprünglichen Lampung zu einem großen Teil im Zuge der Transmigrasi angesiedelte Javaner, Balinesen und Maduresen, die meisten sind Moslems. In letzter Zeit entladen sich soziale und ethnische Spannungen in offener Gewalt. Verstärktes Eingreifen der Sicherheitskräfte wurde notwendig.